# Saison 2013 de l'équipe cycliste Sojasun
La saison 2013 de l'équipe cycliste Sojasun est la cinquième de la formation bretonne, mais la première sous cette appellation depuis le départ du second partenaire de l'équipe, le groupe Saur. En tant qu'équipe continentale professionnelle, elle prend part aux circuits continentaux, principalement l'UCI Europe Tour, mais elle peut recevoir des invitations pour participer à des épreuves figurant au calendrier de l'UCI World Tour, comme le Tour de France. Cette saison est la dernière en continentale professionnelle, Sojasun n'ayant pas trouvé de co-sponsor.
Les coureurs principaux de cette équipe sont Jonathan Hivert, Julien Simon, Brice Feillu, ainsi que les recrues Rémi Pauriol et Julien El Fares.

## Préparation de la saison 2013

### Sponsors et financement de l'équipe
Après avoir été co-partenaire de l'équipe aux côtés du groupe Saur depuis 2010, la société Sojasun, spécialisée dans les produits alimentaires au soja et appartenant au groupe Triballat Noyal, devient le sponsor principal de l'équipe en 2013. Par ailleurs, le manager Stéphane Heulot et l'ensemble des coureurs de l'équipe s'engagent en faveur de l'association AFM-Téléthon, faisant ainsi figurer le logo de l'association sur le maillot de l'équipe. Par ailleurs, le fournisseur de cycles de l'équipe est le fabricant espagnol BH.

### Arrivées et départs

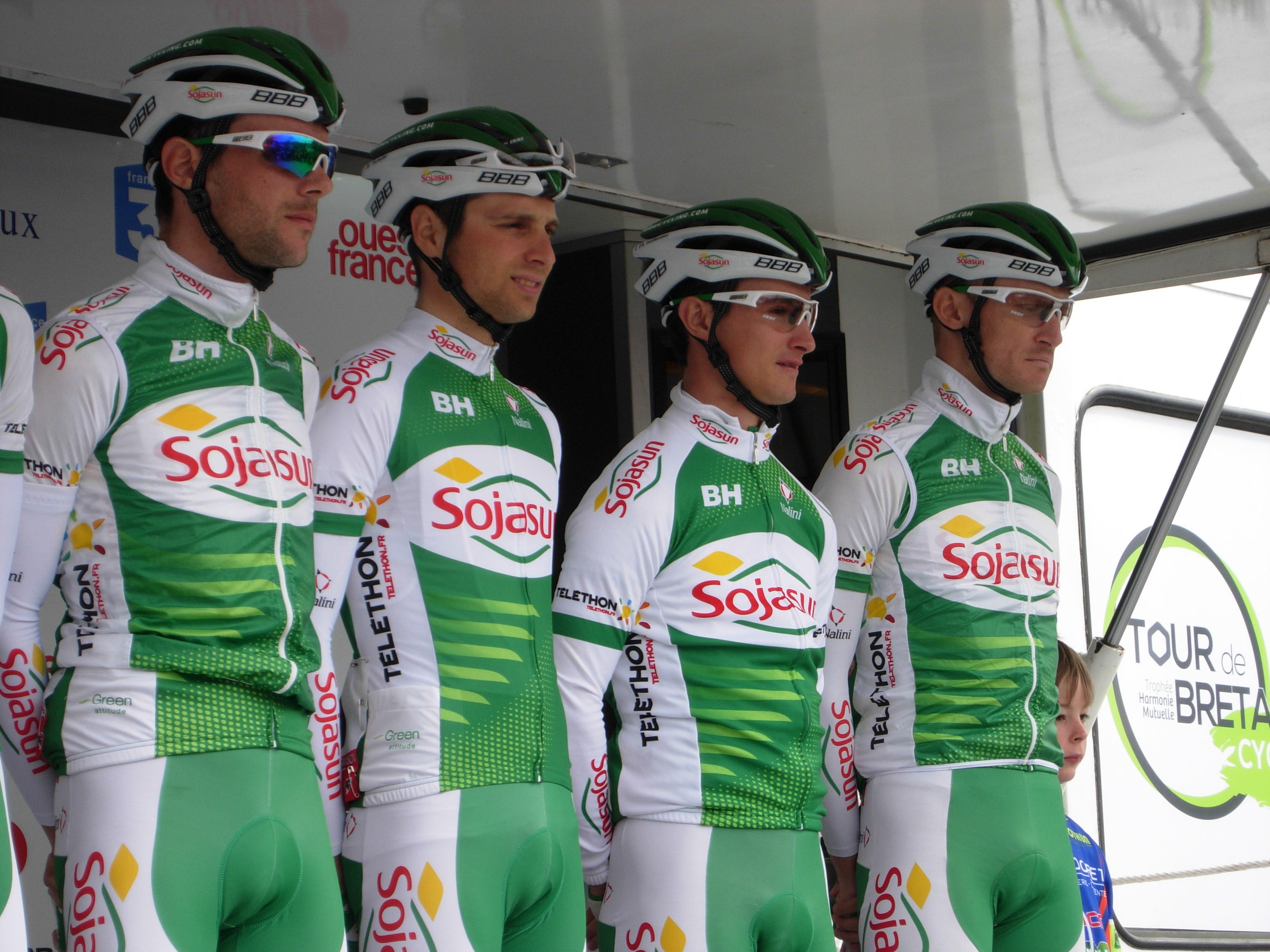
Présentation des coureurs de l'équipe Sojasun pendant le Tour de Bretagne 2013.

Sojasun enregistre six départs, dont celui de Jérôme Coppel, leader de l'équipe depuis trois saisons, qui rejoint Cofidis. Guillaume Levarlet, Cyril Bessy et Stéphane Poulhiès signent également chez Cofidis. Laurent Mangel s'engage avec l'équipe FDJ.fr tandis qu'Arnaud Coyot prend sa retraite. Dans le même temps, Sojasun accueille six nouveaux coureurs : Rémi Pauriol de la FDJ-BigMat, Julien El Fares de Type 1-Sanofi, Fabien Schmidt de Roubaix Lille Métropole et le Lituanien Evaldas Šiškevičius, de La Pomme Marseille, premier étranger à porter les couleurs de la formation bretonne. Le vététiste Alexis Vuillermoz, champion du monde et d'Europe de cross-country par équipes, signe son premier contrat professionnel avec l'équipe de Stéphane Heulot, tout comme le jeune Maxime Daniel, formé au sein de l'équipe amateur Sojasun espoir-ACNC.
| Arrivées            | Équipe 2012             |
| ------------------- | ----------------------- |
| Maxime Daniel       | Sojasun espoir-ACNC     |
| Julien El Fares     | Type 1-Sanofi           |
| Rémi Pauriol        | FDJ-BigMat              |
| Fabien Schmidt      | Roubaix Lille Métropole |
| Evaldas Šiškevičius | La Pomme Marseille      |
| Alexis Vuillermoz   | CC Étupes               |

| Départs            | Équipe 2013 |
| ------------------ | ----------- |
| Cyril Bessy        | Cofidis     |
| Jérôme Coppel      | Cofidis     |
| Arnaud Coyot       | retraite    |
| Guillaume Levarlet | Cofidis     |
| Laurent Mangel     | FDJ         |
| Stéphane Poulhiès  | Cofidis     |

## Déroulement de la saison

### Janvier-février: trois victoires pour commencer l'année

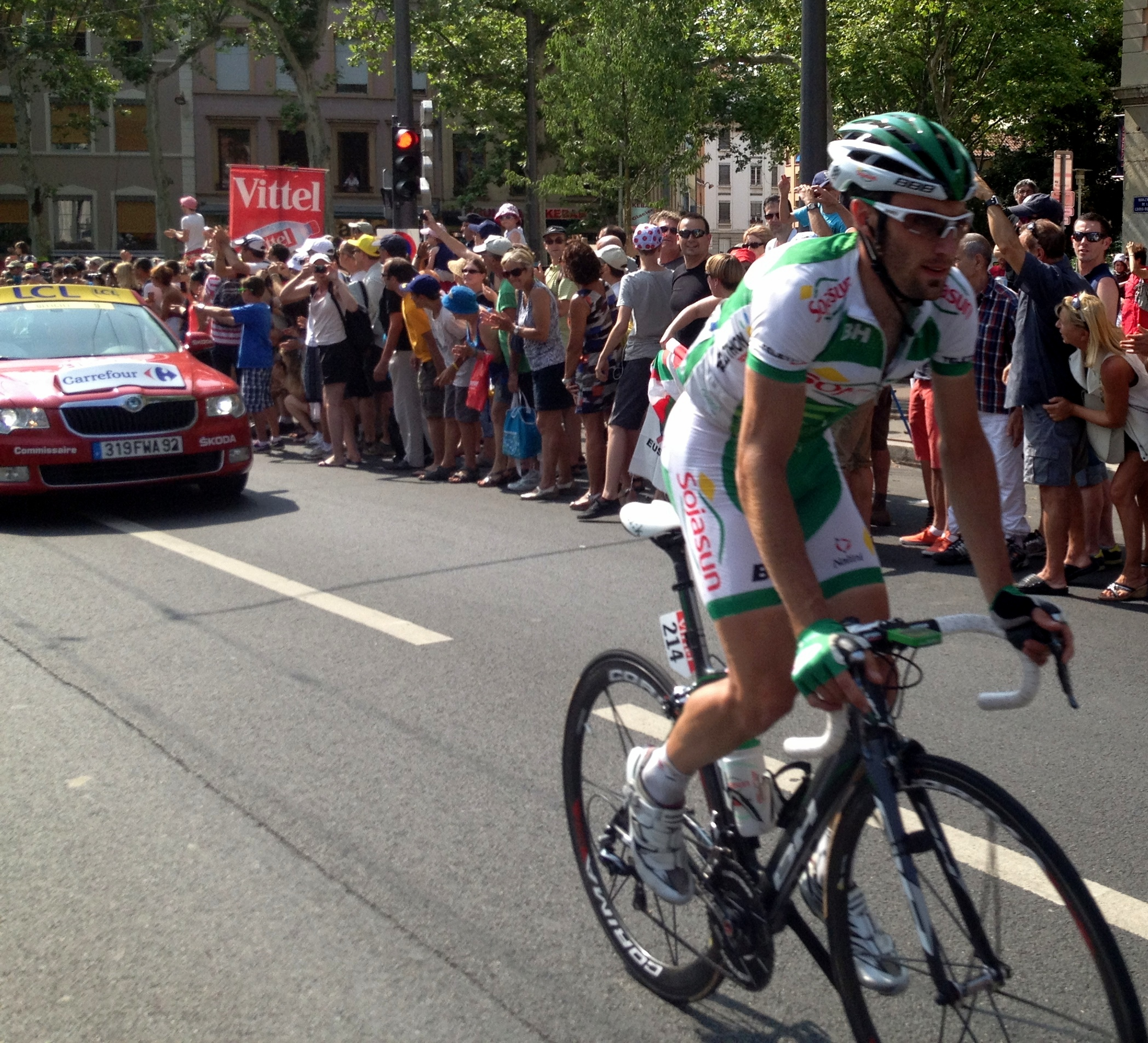
Jonathan Hivert, vainqueur sur l'Étoile de Bessèges et le Tour d'Andalousie.

L'équipe effectue sa rentrée sur le Grand Prix d'ouverture La Marseillaise le 27 janvier, une épreuve au cours de laquelle le coureur le mieux classé de la formation, Rémi Pauriol, a obtenu la 16e place. Sojasun obtient sa première victoire de la saison dès sa deuxième course : Jonathan Hivert remporte le classement général de l'Étoile de Bessèges. Lors du Tour méditerranéen, le jeune Maxime Daniel décroche au sprint la 3e place de la première étape, pour sa première course chez les professionnels. Au classement général final, le coureur le mieux placé est Rémi Pauriol, qui termine au 12e rang. Sur le Tour du Haut-Var, l'équipe n'obtient pas mieux que la 9e place au général de Julien Simon.
Jonathan Hivert poursuit sa moisson de victoire en Andalousie : il remporte au sprint les deux premières étapes de la Ruta del Sol, devançant des cadors du peloton comme Alejandro Valverde et Tyler Farrar,. La semaine suivante, l'équipe prend part à deux autres courses espagnoles. Hivert se classe 9e du Tour de Murcie et Fabien Schmidt obtient le même résultat sur la Clásica de Almería. Dans le même temps, Rémi Pauriol prend la 2e place de la Classic Sud Ardèche derrière Mathieu Drujon, une course à laquelle deux autres coureurs de Sojasun obtiennent une place dans le top 10 : Fabrice Jeandesboz se classe 5e et Julien Simon 8e. Grâce à ses trois succès, Jonathan Hivert est leader du classement individuel de l'UCI Europe Tour à la fin du mois de février, tandis que l'équipe Sojasun domine le classement par équipes.

### Mars-avril: places d'honneur et invitation pour le Tour

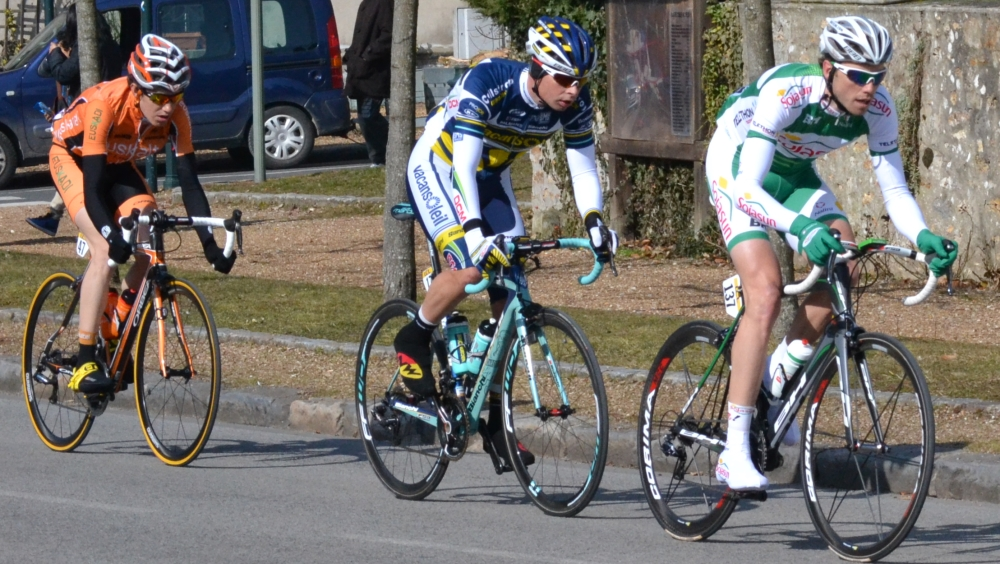
Yannick Talabardon, échappé dans la 1re étape de Paris-Nice.

Au début du mois de mars, l'équipe Sojasun s'aligne sur le Paris-Nice, une épreuve figurant au calendrier de l'UCI World Tour, afin d'obtenir une invitation pour le 100e Tour de France. Les coureurs se distinguent notamment en prenant part aux échappées, comme Yannick Talabardon dans la première étape. Leader de l'équipe, Jonathan Hivert est victime d'une crevaison dans la quatrième étape qui lui fait perdre plusieurs minutes et ses ambitions pour le classement final de l'épreuve. Les coureurs de Sojasun obtiennent une place d'honneur dans la sixième étape, avec la 5e place de Julien Simon, mais à l'arrivée de l'épreuve à Nice, le coureur le mieux classé de l'équipe, Hivert, n'est que 22e.
Sur les courses d'une journée, la formation bretonne réussit plusieurs top 10 : Jean-Lou Paiani est 7e de Paris-Troyes et Julien El Fares 6e de la Classic Loire-Atlantique, une épreuve comptant pour la Coupe de France. Sojasun s'engage ensuite sur sa deuxième épreuve UCI World Tour de l'année, le Tour de Catalogne. Elle obtient ses meilleurs résultats par l'intermédiaire de Julien Simon, qui se classe sixième lors des 2e, 6e et 7e étapes,,.
En avril, l'équipe obtient à nouveau plusieurs top 10 sur les courses d'une journée : Jérémie Galland 4e du Grand Prix Pino Cerami, Julien Simon 6e de la Route Adélie, Julien El Fares 8e de Paris-Camembert et de la Klasika Primavera, Cyril Lemoine 5e de la Roue tourangelle et 6e du Tro Bro Leon. Sur les courses à étapes, Jonathan Hivert est septième du Circuit de la Sarthe, Fabrice Jeandesboz 8e du Tour de Castille-et-León et Maxime Méderel 4e du Tour de Turquie.
À la fin du mois, les organisateurs du prochain Tour de France annoncent que l'équipe est retenue pour participer à la Grande boucle en juillet, au même titre que les formations Cofidis et Europcar.

### Mai-juin-juillet: de Dunkerque au Tour de France

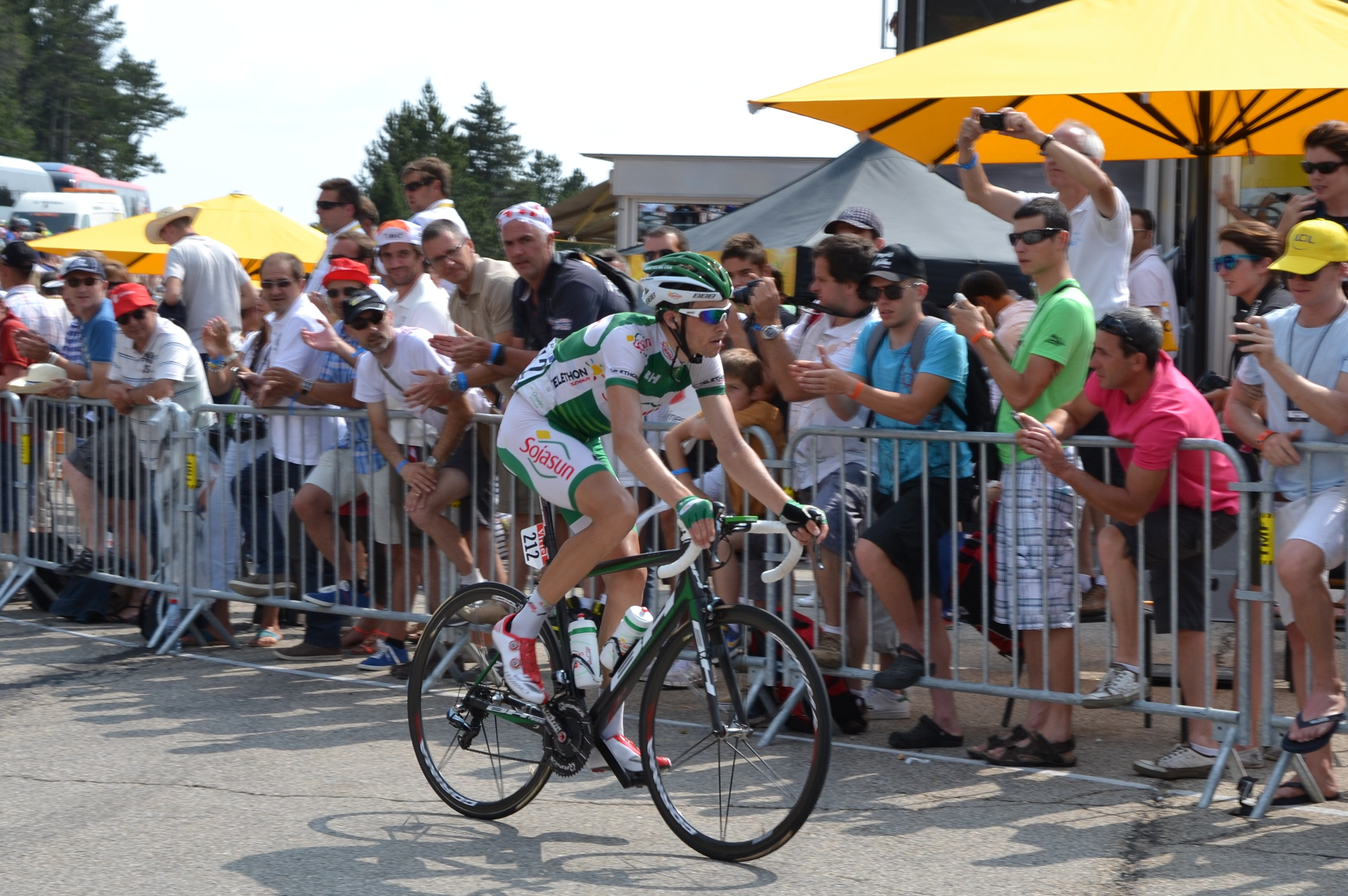
Anthony Delaplace sur les pentes du Mont Ventoux lors du Tour de France.

En mai, Sojasun est engagée sur les Quatre Jours de Dunkerque, une épreuve qu'elle avait remportée la saison précédente par l'intermédiaire de Jimmy Engoulvent. L'équipe ne parvient pas à gagner mais place Julien El Fares au 4e rang du classement final. Le jeune Fabien Schmidt se distingue ensuite sur le Rhône-Alpes Isère Tour en terminant deuxième derrière le Belge Nico Sijmens. Sojasun réussit par ailleurs une belle performance d'équipe sur cette épreuve en plaçant deux autres coureurs parmi les dix premiers. Au Grand Prix de Plumelec-Morbihan, Julien Simon monte sur la troisième marche du podium, alors que quelques jours plus tard, son coéquipier Jonathan Hivert finit deuxième du Grand Prix du canton d'Argovie.
Sojasun poursuit sa préparation pour la Grande boucle en s'alignant sur le Tour de Luxembourg où elle obtient de très bons résultats. Jimmy Engoulvent apporte à l'équipe sa quatrième victoire de la saison en gagnant le prologue. Il conserve le maillot de leader pendant deux jours avant de le céder à son coéquipier Jonathan Hivert, qui le porte lui-même pendant deux jours avant de l'abandonner dans la dernière étape au profit de Paul Martens. Hivert se classe tout de même 2e de l'épreuve.
En juillet, Sojasun participe à son troisième Tour de France. Les neuf coureurs qui composent l'équipe sont Brice Feillu, Anthony Delaplace, Julien El Fares, Jonathan Hivert, Cyril Lemoine, Jean-Marc Marino, Julien Simon, ainsi que Maxime Méderel et Alexis Vuillermoz qui disputent tous les deux leur première Grande boucle. Les coureurs de Sojasun se montrent actifs dès le début de l'épreuve : Cyril Lemoine s'échappe en compagnie de trois autres coureurs dans la première étape, et Julien Simon prend la deuxième place du général après la troisième étape, à une seconde du maillot jaune. Simon se distingue une nouvelle fois lors de la 14e étape. Échappé dans un groupe de 18 coureurs, il part en solitaire au sommet de la côte de la Duchère, situé à 15 kilomètres de l'arrivée, mais est finalement repris dans le dernier kilomètre,. Après la dernière étape, Alexis Vuillermoz termine premier coureur de l'équipe avec une 46e place finale, alors que Sojasun termine 15e du classement par équipes.

## Coureurs et encadrement technique

### Effectif
| Coureur             | Date de naissance | Nationalité | Équipe 2012             | Équipe 2014                  |
| ------------------- | ----------------- | ----------- | ----------------------- | ---------------------------- |
| Maxime Daniel       | 5 juin 1991       | France      | Sojasun espoir-ACNC     | AG2R La Mondiale             |
| Anthony Delaplace   | 11 septembre 1989 | France      | Saur-Sojasun            | Bretagne-Séché Environnement |
| Julien El Fares     | 1er juin 1985     | France      | Type 1-Sanofi           | La Pomme Marseille 13        |
| Jimmy Engoulvent    | 7 décembre 1979   | France      | Saur-Sojasun            | Europcar                     |
| Brice Feillu        | 26 juillet 1985   | France      | Saur-Sojasun            | Bretagne-Séché Environnement |
| Jérémie Galland     | 8 avril 1983      | France      | Saur-Sojasun            | retraite                     |
| Jonathan Hivert     | 23 mars 1985      | France      | Saur-Sojasun            | Belkin                       |
| Fabrice Jeandesboz  | 4 décembre 1984   | France      | Saur-Sojasun            | Europcar                     |
| Christophe Laborie  | 5 août 1986       | France      | Saur-Sojasun            | Bretagne-Séché Environnement |
| David Le Lay        | 30 décembre 1979  | France      | Saur-Sojasun            | BIC 2000                     |
| Cyril Lemoine       | 3 mars 1983       | France      | Saur-Sojasun            | Cofidis                      |
| Jean-Marc Marino    | 15 août 1983      | France      | Saur-Sojasun            | Cannondale                   |
| Rony Martias        | 4 août 1980       | France      | Saur-Sojasun            | assistant Europcar           |
| Maxime Méderel      | 19 septembre 1980 | France      | Saur-Sojasun            | Europcar                     |
| Jean-Lou Paiani     | 23 décembre 1988  | France      | Saur-Sojasun            | Roubaix Lille Métropole      |
| Rémi Pauriol        | 4 avril 1982      | France      | FDJ-BigMat              | retraite                     |
| Paul Poux           | 9 juillet 1984    | France      | Saur-Sojasun            | retraite                     |
| Fabien Schmidt      | 23 mars 1989      | France      | Roubaix Lille Métropole | UC Nantes Atlantique         |
| Evaldas Šiškevičius | 30 décembre 1988  | Lituanie    | La Pomme Marseille      | La Pomme Marseille 13        |
| Julien Simon        | 4 octobre 1985    | France      | Saur-Sojasun            | Cofidis                      |
| Yannick Talabardon  | 6 juillet 1981    | France      | Saur-Sojasun            | retraite                     |
| Étienne Tortelier   | 14 avril 1990     | France      | Saur-Sojasun            | VC Pays de Loudéac           |
| Alexis Vuillermoz   | 1er juin 1988     | France      | CC Étupes               | AG2R La Mondiale             |
| Stagiaire           | Date de naissance | Nationalité | Équipe 2013             | Équipe 2014                  |
| Julien Guay         | 9 octobre 1986    | France      | Sojasun espoir-ACNC     |                              |
| Guillaume Martin    | 9 juin 1993       | France      | Sojasun espoir-ACNC     |                              |
| Maxime Renault      | 2 janvier 1990    | France      | Sojasun espoir-ACNC     | BigMat-Auber 93              |

### Encadrement
Sojasun est dirigée par Stéphane Heulot, à la tête de l'équipe depuis sa création en 2009. Quatre directeurs sportifs encadrent les coureurs : Jean-Baptiste Quiclet, Lylian Lebreton, Nicolas Guillé et Gilles Pauchard. L'encadrement médical de l'équipe comprend trois personnes : un médecin et deux ostéopathes, dont l'ancien coureur professionnel Xavier Jan, coéquipier de Stéphane Heulot lorsque ces deux coureurs évoluaient au sein de l'équipe BigMat-Auber 93.

## Bilan de la saison

### Victoires
| Date       | Course                                     | Pays       | Classe | Vainqueur        |
| ---------- | ------------------------------------------ | ---------- | ------ | ---------------- |
| 03/02/2013 | Classement général de l'Étoile de Bessèges | France     | 2.1    | Jonathan Hivert  |
| 18/02/2013 | 1re étape du Tour d'Andalousie             | Espagne    | 2.1    | Jonathan Hivert  |
| 19/02/2013 | 2e étape du Tour d'Andalousie              | Espagne    | 2.1    | Jonathan Hivert  |
| 12/06/2013 | Prologue du Tour de Luxembourg             | Luxembourg | 2.HC   | Jimmy Engoulvent |
| 14/08/2013 | 6e étape du Tour du Portugal               | Portugal   | 2.1    | Maxime Daniel    |

### Résultats sur les courses majeures
Les tableaux suivants représentent les résultats de l'équipe dans les principales courses du calendrier international dans lesquelles l'équipe bénéficie d'une invitation (une des cinq classiques majeures et le Tour de France). Pour chaque épreuve est indiqué le meilleur coureur de l'équipe, son classement ainsi que les accessits glanés par Sojasun sur les courses de trois semaines.

#### Classiques
| Classique            | Milan-San Remo | Tour des Flandres | Paris-Roubaix       | Liège-Bastogne-Liège | Tour de Lombardie |
| -------------------- | -------------- | ----------------- | ------------------- | -------------------- | ----------------- |
| Coureur (classement) | Non invitée    | Non invitée       | Cyril Lemoine (77e) | Non invitée          | Non invitée       |

#### Grands tours
| Grand tour           | Tour d'Italie | Tour de France          | Tour d'Espagne |
| -------------------- | ------------- | ----------------------- | -------------- |
| Coureur (classement) | Non invitée   | Alexis Vuillermoz (46e) | Non invitée    |
| Accessits            | -             | -                       | -              |

### Classement UCI

#### UCI Europe Tour
L'équipe Sojasun termine à la neuvième place de l'Europe Tour avec 891,5 points. Ce total est obtenu par l'addition des points des huit meilleurs coureurs de l'équipe au classement individuel,.
| Rang  | Coureur             | Points |
| ----- | ------------------- | ------ |
| 8     | Jonathan Hivert     | 334    |
| 69    | Julien Simon        | 138    |
| 129   | Julien El Fares     | 98     |
| 178   | Rémi Pauriol        | 78     |
| 212   | Fabien Schmidt      | 68     |
| 229   | Maxime Daniel       | 64     |
| 254   | Evaldas Šiškevičius | 56,5   |
| 262   | Cyril Lemoine       | 55     |
| 362   | Jimmy Engoulvent    | 40     |
| 385   | Maxime Méderel      | 37     |
| 399   | Fabrice Jeandesboz  | 36     |
| 479   | Anthony Delaplace   | 28     |
| 518   | Jérémie Galland     | 24     |
| 521   | Alexis Vuillermoz   | 24     |
| 561   | David Le Lay        | 20     |
| 668   | Jean-Lou Paiani     | 14     |
| 1 026 | Christophe Laborie  | 5      |
| 1 073 | Brice Feillu        | 4      |
| 1 152 | Yannick Talabardon  | 2      |
| 1 187 | Paul Poux           | 1,5    |